# ولید الحربی
ولید الحربی (عربی: وليد الحربي؛ زادهٔ ۱ فوریهٔ ۱۹۸۶) یک ورزشکار اهل عربستان سعودی است.
از باشگاه‌هایی که در آن بازی کرده‌است می‌توان به باشگاه فوتبال التعاون عربستان سعودی و باشگاه فوتبال الحزم عربستان سعودی اشاره کرد.